# Pastor Tom
Ewerton Carneiro da Costa (Feira de Santana, 6 de janeiro de 1975) é um policial militar, dirigente esportivo e político brasileiro filiado ao Solidariedade (SD). Foi vereador em sua cidade natal por 2 mandatos e deputado estadual da Bahia.

## Biografia
Foi vereador de Feira de Santana por dois mandatos pelo PTN, atual Podemos. Em 2018 renunciou ao cargo de vereador para assumir como deputado estadual da Bahia, cargo para o qual foi eleito para seu primeiro mandato. Ainda em 2018, o Ministério Público Eleitoral da Bahia pediu ao TRE-BA que anular a diplomação do recem eleito deputado, alegando que ele agiu de má fé ao usar seu cargo de policial militar para não se filiar a um partido quando se candidatou; o pedido foi negado.
Em 2019 foi eleito presidente do Fluminense de Feira Futebol Clube.
Em novembro de 2019 participou da reunião de deputados estaduais bolsonaristas do nordeste e, junto a outros 7 parlamentares, declarou apoio à proposta de criação de um novo partido por parte do presidente Jair Bolsonaro, que se chamaria Aliança Pelo Brasil. No entanto, devido a falta do número de assinaturas necessárias, tal partido não chegou a ser oficializado pela Justiça Eleitoral.